# Четвърти и пети закон на роботиката
Четвъртият и петият закон на роботиката са българско допълнение към класическите три закона на роботиката от Айзък Азимов.
Четвърти закон на роботиката
- Роботът е длъжен при всички обстоятелства да се легитимира като робот.

Този закон е въведен през 1974 г. от Любен Дилов в романа „Пътят на Икар“. Авторът обосновава мотивите за четвъртото ограничение така: „Последният закон е сложил край на скъпо струващите увлечения на конструкторите да придават колкото се може по-човешки вид на психороботите. И на произтичащите от това недоразумения…“
Пети закон на роботиката
- Роботът е длъжен да знае, че е робот.

Законът е въведен през 1983 г. от Никола Кесаровски (математик по образование, журналист по професия, популяризатор на науката и писател) в новелата „Петият закон на роботиката“, включена в сборника „Петият закон“ и популяризирана чрез комикс в култовото списание „Дъга“. Сюжетът: един от андроидите не само извършва убийство, но и по време на предварителния разпит не се легитимира като робот. Вероятно, защото не знае, че е такъв.